# Holger Schmid-Schönbein
Holger Schmid-Schönbein (* 6. April 1937 in Tübingen; † 12. Dezember 2017 in Würselen) war ein deutscher Physiologe und Hochschullehrer.

## Leben und Wirken
Nach seinem Abitur studierte Schmid-Schönbein Medizin an den Hochschulen in Tübingen, Göttingen, Kiel und zuletzt in Düsseldorf, wo er 1962 promovierte. Anschließend übernahm er eine wissenschaftliche Tätigkeit am Physiologischen Institut der Universität Köln und verbrachte danach mit Hilfe eines Stipendiums der Max-Kade-Foundation einen Forschungsaufenthalt an der Harvard-Universität auf dem Gebiet der Hämorheologie. Nach seiner Rückkehr erhielt er zunächst eine Anstellung am Physiologischen Institut der Universität München und erhielt dort seine Venia Legendi für das Fach Physiologie.
Im Jahr 1974 folgte Schmid-Schönbein einem Ruf an das Universitätsklinikum Aachen und übernahm dort den Lehrstuhl für Physiologie sowie die Leitung des Instituts für Physiologie, die er bis zu seiner Emeritierung im Jahr 2003 innehatte. Zwischenzeitlich übernahm er von 1982 bis 1984 das Amt des Dekans der Medizinischen Fakultät und war in dieser Zeit unter anderem maßgeblich für die Einrichtung des Instituts für Versuchstierkunde verantwortlich.
Schmid-Schönbein zeichnete sich vor allem auf seinem Forschungsgebiet der Hämorheologie aus, indem er interdisziplinär theoretisch-mathematische mit experimentellen Ansätzen verband. Im Rahmen eines Sonderforschungsbereichs über künstliche Organe widmete er sich von 1975 bis 1987 vor allem der Gerinnungsrheologie und leitete diesen Bereich über viele Jahre als Sprecher.
Für seine Verdienste auf dem Gebiet der klinischen Hämorheologie wurde Schmid-Schönbein 1985 mit dem Fahraeus-Medal-Award ausgezeichnet.

## Veröffentlichungen (Auswahl)
- Exempla hämorheologica. Albert-Roussel-Pharma, Wiesbaden 1980.
- Hemodilution and flow improvement / 3rd Internat. Symposium on Hemodilution, Pontresina, December 7 – 10, 1980. Karger, München 1981.
- Hilfe durch modernen Aderlaß. In: Bild der Wissenschaft. 2, 1982, S. 40–51.
- Fluiddynamische, zellphysiologische und biochemische Aspekte der Atherogenese unter Strömungseinflüssen. Westdeutscher Verlag, Opladen 1984.
- Enzyme-activation in Blood-perfused Artificial Organs. Kluwer Academics, 1985.
- Cardiovascular rhythms in the 0.15-Hz band: common origin of identical phenomena in man and dog in the reticular formation of the brain stem? TH Wildau, Wildau 2004